# Házibuli (film)
A Házibuli (eredeti címén La Boum) 1980-ban bemutatott francia filmvígjáték, melyet Claude Pinoteau és Danièle Thompson forgatókönyvéből Pinoteau rendezett. A főbb szerepekben Sophie Marceau, Claude Brasseur és Brigitte Fossey látható. A film hatalmas nemzetközi népszerűségre tett szert, csakúgy, mint a Vladimir Cosma által szerzett filmzene is, a betétdalok közül több is világsiker lett.
A kedvező fogadtatás hatására a filmnek 1982-ben folytatása is készült, Házibuli 2. – A házibuli folytatódik címmel, amely ugyancsak jelentős kasszasiker lett.

## Rövid történet
Egy 13 éves lány új iskolába kerül, ahol meg kell találnia a helyét, egyúttal azonban otthoni problémákkal is meg kell küzdenie.

## Cselekmény
A 13 éves Vic a nagyvárosba költözik, ahol élete első házibulija várja, és rövidesen ismerkedni kezd a szerelemmel is. Mathieu, az új barát azonban nem a hűség mintapéldánya, ebből aztán megcsalások és veszekedések fakadnak. Közben Vic szüleinek életében is hasonló természetű bonyodalmak mutatkoznak, a problémák megoldásában szerepet játszik Vic életvidám hárfaművész dédanyja is.

## Szereplők
| Szerep                 | Színész               | Magyar hangja (1. szinkron, 1984) |
| ---------------------- | --------------------- | --------------------------------- |
| François Beretton      | Claude Brasseur       | Pathó István                      |
| Françoise Beretton     | Brigitte Fossey       | Halász Judit                      |
| Vic Beretton           | Sophie Marceau        | Balázsy Panna                     |
| Poupette               | Denise Grey           | Feleki Sári                       |
| Étienne                | Jean-Michel Dupuis    | Koroknay Géza                     |
| Vanessa                | Dominique Lavanant    | Szegedi Erika                     |
| Éric Thompson /Lehmann | Bernard Giraudeau     | Balázsovits Lajos                 |
| Pénélope Fontanet      | Sheila O’Connor       | Báthory Orsolya                   |
| Matthieu               | Alexandre Sterling    | Rudolf Péter                      |
| Samantha Fontanet      | Alexandra Gonin       | Várszegi Nikolett                 |
| Jean-Pierre            | Christopher Beaunay   | Boros Zoltán                      |
| Raoul                  | Alain Beigel          | Teschner István                   |
| Stéphane               | Jean-Philippe Léonard | Tóth László                       |
| Guibert                | Richard Bohringer     | Gruber Hugó                       |
| Madame Leblanc         | Annie Savarin         | Málnai Zsuzsa                     |
| Brassac                | Jean-Pierre Castaldi  | Dörner György                     |
| Raoul apja             | Jacques Ardouin       | N/A                               |
| Éliane                 | Evelyne Bellego       | N/A                               |
| Vladimir Cosma         | önmaga                | N/A                               |
| Caroline               | Laurence Gigon        | Marton Lívia                      |
| Serge, a pincér        | Robert Dalban         | Kun Vilmos                        |

## Betétdalok
1. "Reality" (Cosma-Jordan) – Richard Sanderson – 4:45
2. "It Was Love" (Cosma-Jordan) – The Regiment – 4:30
3. "Formalities (instrumentális)" (Cosma-Jordan) – Vladimir Cosma zenekara – 3:40
4. "Gotta Get a Move On" (Cosma-Jordan) – Karoline Krüger – 2:58
5. "Swingin' Around" (Cosma-Jordan) – The Cruisers – 2:47
6. "Gotta Get a Move On" (Cosma-Jordan) – The Regiment – 4:42
7. "Formalities" (Cosma-Jordan) – The Regiment – 3:41
8. "Gotta Get a Move On (instrumental)" (Cosma-Jordan) – Vladimir Cosma zenekara – 3:00
9. "Murky Turkey" (Cosma-Jordan) – Richard Sanderson – 3:48
10. "Go On Forever" (Cosma-Jordan) – Richard Sanderson – 3:43[3]